# Olethrodotis modesta
Olethrodotis modesta là một loài tò vò trong họ Ichneumonidae.